# Bralin (Grande-Pologne)
Pour les articles homonymes, voir Bralin.
Bralin est une localité polonaise, siège de la gmina de Bralin, située dans le powiat de Kępno en voïvodie de Grande-Pologne.